# Isola Bella (Film)
Isola Bella ist eine deutsche Filmkomödie aus dem Jahr 1961 unter der Regie von Hans Grimm. Die Hauptrollen sind neben Marianne Hold und Paul Hubschmid mit Monika Dahlberg, Claus Biederstaedt und Willy Fritsch besetzt.

## Handlung
Konsul Stülcken, Besitzer der Hamburger Stülcken-Werft, möchte seine hübsche Tochter Anne verheiraten, die schon seit Jahren im Ausland Kunstgeschichte studiert. Um die Sache voranzutreiben, und weil er davon überzeugt ist, in seinem tüchtigsten Ingenieur Hubert Bergmann den richtigen Schwiegersohn gefunden zu haben, lädt er diesen zu einem Urlaub auf sein Weingut im Tessin ein. Gleichzeitig werden weitere junge Leute seine Gäste sein. 
Anne will jedoch den von ihrem Vater ausgesuchten Heiratskandidaten erst einmal gründlich unter die Lupe nehmen, um sicherzugehen, dass er sich nicht nur wegen des Vermögens ihres Vaters für sie interessiert. Er soll sie nicht als Diplomatentochter kennenlernen. Sie hat auch schon eine Ersatz-Tochter für ihren Vater parat, Ulrike Renner, ein sympathisches junges Mädchen, das sich freut, einige Ferientage im Tessin verbringen zu dürfen. Als Ulrike ihrem Bruder Götz von ihrem Vorhaben erzählt, ist dieser alles andere als begeistert. Das versammelte Personal tritt auf dem Weingut an, um Vater und Tochter zu empfangen. Unter ihnen befindet sich auch Anne, die dem Konsul als Hausmädchen Emma Pachulke vorgestellt wird und sich einen Spaß daraus macht, in breitem ostpreußischen Dialekt zu sprechen. In den folgenden Tagen kommt es zu manch missverständlichen Situationen und vor allem Eva, die Anne schon als kleines Mädchen kannte, wird misstrauisch und wendet sich an Dr. Petersen, einen Vetter des Konsuls, den sie um ein Foto von Anne bittet. 
Stülcken hat inzwischen beunruhigt festgestellt, dass sein Plan aufgegangen ist und auch wiederum nicht. Bergmann hat sich in seine angebliche Tochter verliebt, und Ulrike erwidert seine Gefühle. Und dann erzählt ihm Anne auch noch, dass auch sie sich verliebt habe, und zwar in Götz Renner, Ulrikes Halbbruder. Götz ist seiner Schwester nachgereist und hat seine Bekanntschaft mit Anne, die er bereits auf einer Fahrt zur Isola Bella kennengelernt hatte, entscheidend vertieft. Natürlich ist Stülcken letztendlich mit dem ihm von Anne präsentierten Schwiegersohn einverstanden und auch die Aussicht auf Enkelkinder in naher Zukunft gefällt ihm.

## Produktionsnotizen
Für die Filmbauten war Max Mellin verantwortlich. Es handelt sich um einen Farbfilm in Agfacolor der Franz Seitz-Produktion. Die Innenaufnahmen wurden im Filmatelier Göttingen gedreht. Die Uraufführung erfolgte am 3. November 1961 im Filmpalast in Augsburg. Der Arbeitstitel des Films war So küßt ein Mädchen im Tessin.
Musik im Film
- Isola Bella gesungen von Carlos Otero (Original von Paul Lincke)[1][2]
- Rosen werden blühen, gesungen von Lolita
- Der Sunny Boy von St. Tropez, gesungen von Patrick Jaque[3]
- Alle Schotten sparen, gesungen von Gus Backus
- Wo find’ ich den Mann, gesungen von Lil Babs
- Lucky, Lucky Polka, gesungen von Lolita
- Bella Maria, gesungen von Carlos Otero

## Kritik
Für das Lexikon des internationalen Films handelte es sich um eine „Anspruchslose Verwechslungs- und Schlagergeschichte nach bekanntem Schema, angesiedelt im fotogenen Tessin“.
Cinema sprach von einem „sehr biedere[n] Verwechslungsspielchen mit Schlagerbegleitung“.

## Kuriosa
Die Handlung des Films spielt im Schweizer Kanton Tessin, die titelgebende Isola Bella (deutsch: schöne Insel) liegt jedoch in Italien, im Borromäischen Golf des Lago Maggiore, etwa 400 Meter vor der Gemeinde Stresa.